# Intervenção boliviana no Peru em 1835-1836
A intervenção boliviana no Peru, denominada na historiografia boliviana como Guerra de Pacificação do Peru ou apenas "Pacificação do Peru" (em castelhano:  Pacificación del Perú), foi uma intervenção armada realizada entre 1835 e 1836 durante a guerra civil peruana de 1835-1836, pelo Exército Unido Peru-Boliviano liderado por Andrés de Santa Cruz, formado pelo Exército Boliviano, pelo Exército Peruano leal a Luis José de Orbegoso e pelas milícias de Iquicha lideradas por Antonio Huachaca, cujo objetivo era a formação da Confederação Peru-Boliviana.
Esta intervenção respondeu aos pedidos do presidente peruano Luis José de Orbegoso para derrotar o governo paralelo de Felipe Salaverry. O presidente boliviano Andrés de Santa Cruz colaborou inicialmente fornecendo armas e munições às tropas leais a Orbegoso, posteriormente Santa Cruz, no comando do Exército Boliviano, decidiu realizar uma intervenção armada entrando em território peruano pela frente sul. Ao entrar no Peru, Orbegoso designou Santa Cruz como Chefe Superior do Exército Unido Peru-Bolívia. A ação militar foi bem-sucedida, alcançando seu objetivo de estabelecer um Estado confederado constituído por Peru e Bolívia.

## Contexto
Luis José de Orbegoso, um dos beligerantes da guerra civil peruana, solicitou a ajuda do então presidente da Bolívia Andrés de Santa Cruz, que em julho de 1835, cruzou a fronteira com o seu exército em apoio às tropas comandadas por Orbegoso. Santa Cruz chamou esta campanha de Pacificação do Peru.